# Edward Bach
Edward Bach [eduard bah], tudi [eduərd bač], britanski zdravnik, bakteriolog in homeopat, * 24. september 1886, Moseley v bližini Birminghama (Anglija), † 27. november 1936, Brightwell-cum-Sotwell, grofija Oxfordshire, (Anglija).  
Edward Bach je utemeljitelj cvetnega zdravljenja, ene od metod zdravilstva.

## Življenje
Edward Bach se je rodil kot prvi otrok valižanskim staršem v angleški grofiji Warwickshire v vasici Moseley, njegov oče je bil lastnik tovarne v Birminghamu. Pri 16. letih se je kot prostovoljec pridružil worcesterskemu vojaškemu oddelku (angl. Worcester Yeomanry). Sočasno je pričel delati v očetovi tovarni, kjer je bil zaposlen do svojega 19. leta. Nato je vpisal študij medicine na Birminghamski univerzi. Pri 27. letih je doštudiral in pričel delati kot vodja oddelka za ponesrečence, ter nekoliko kasneje tudi na bakteriološkem oddelku na University College Hospital v Londonu, kjer je med prvo svetovno vojno skrbel za 400 postelj. Poleg tega je delal kot klinični asistent na Hospital Medical School. Poročil se je z Gwendoline Caiger, katera je čez tri leta umrla. Pri 30. letih je preživel hujšo zdravstveno krizo, ugotovili so mu raka na vranici. Z 32. leti je pričel delati v londonski homeopatski bolnici, kjer se je seznanil s homeopatijo in pričel raziskovati črevesne nozode. Pri 44. letih je odšel v Wales in na osnovi nabiranja rose s cvetov razvil cvetno zdravljenje. Pri 48. letih se je preselil v Brigtwell-cum-Sotwell, v hišo Mount Vernon, kjer je danes Bachovo središče. Umrl je v spanju leta 1936, star 50 let. Pokopan je v Brigtwell-cum-Sotwellu.

## Delo
Bach je želel pomagati ljudem v njihovi bolezni na čim bolj naraven način. Najprej je raziskoval črevesne bakterije, iz katerih je izdeloval cepiva. Kot homeopat je razvil črevesne nozode. Na osnovi nabiranja rose s cvetov je razvil cvetne pripravke, ki so namenjeni predvsem za vsakodnevna čustvena stanja. Njihova prednost je v tem, da si z njihovo blago pomočjo oseba hitreje povrne notranji mir in čustveno trdnost. Bacha štejemo za utemeljitelja cvetnega zdravljenja.
Bakteriologija
Bach je bil pomemben raziskovalec na področju bakteriologije, raziskoval je vpliv črevesnih bakterij na človeško zdravje. Razvil je cepiva iz črevesnih bakterij, ki so pomagala bolnikom pri kroničnih boleznih. 
Črevesne nozode
Po hujši zdravstveni krizi je pričel raziskovati takšno obliko zdravljenja, ki bi bila tem bolj prijazna za bolnika in bi zdravila vzroke bolezni. Po Bachovem mnenju naj bi bili vzroki bolezni v miselni naravnanosti osebe. 
Prišel je v stik s homeopatijo in v sodelovanju z britanskima homeopatoma Johnom Patersonom in Charlesom Edwinom Wheelerjem razvil nova homeopatska zdravila, črevesne nozode (angl. Bowel Nosodes). Črevesne nozode so homeopatski pripravki iz črevesnih bakterij, ki pomagajo pri kroničnih boleznih.
Cvetno zdravljenje
V iskanju nove še bolj preproste oblike zdravilstva, se je podal na travnike Walesa in Anglije. Na osnovi nabiranja rose s cvetov, ki naj bi po njegovem mnenju nosila vitalnost rastlin, je razvil dva načina priprave enako učinkovitih cvetnih pripravkov. 
Najprej je razvil “12 zdravilcev”, to je dvanajst cvetnih pripravkov namenjenih dvanajstim značajem ljudi. Sledilo je “7 pomočnikov”, to je sedem cvetnih pripravkov, ki so namenjeni za težavnejša in dolgotrajna čustvena stanja. Nadaljnjih 19 cvetnih pripravkov je namenjenih za vsakodnevna čustvena stanja. Ti cvetni pripravki skupaj z “Rešilnim zdravilom” tvorijo sistem Bachovega cvetnega zdravljenja, katerega še vedno v izvorni obliki ohranja Bachovo središče.

## Dela, objave in javne predstavitve
Bach je najprej raziskoval vpliv črevesnih bakterij na človeško zdravje. Objavljal je dela in prispevke s področja bakteriologije, kasneje s področij homeopatije in cvetnega zdravljenja. Njegova dela v angleškem jeziku si je mogoče pogledati na naslednji strani.

Objave s področja bakteriologije
- The Relation of Vaccine Therapy to Homoeopathy, The British Homoeopathic Journal (april 1920)
- The Nature of Serum Antitrypsin and its Relation to Autolysis and the Formation of Toxins, Bach E.; Teale F.H., The Proceedings of The Royal Society of Medicine (1920)
- The Relation of Autotrophic Titre of Blood to Bacteria Infection and Anaphylaxis, F.H. Teale & E. Bach, The Proceedings of The Royal Society of Medicine (1920)
- The fate of ‘washed spores’ on inoculation into animals, with special reference to the Nature of Bacterial Toxaemia, F.H. Teal & E. Bach, Journal of Pathology and Bacteriology (1920)

Dela, objave in predstavitve s področja homeopatije
- Intestinal Toxaemia in its Relation to Cancer, Britanski homeopatski kongres, London (1924)
- Chronic disease: A working disease, Edward Bach, Charles E. Wheeler (1925)
- The Problem of Chronic Disease, E. Bach, C.E. Wheeler in T.M. Dishington, mednarodni homeopatski kongres, London (1927)
- An Effective Method of Combating Intestinal Toxaemia, The Medical World, London (1928)
- The Rediscovery of Psora, The British Homoeopathic Journal (1929)
- An Effective Method of Preparing Vaccines for Oral Administration, Medical World (1930)